# دوناتیا نیوزیلندی
دوناتیا نیوزیلندی (نام علمی: Donatia novae-zelandiae)، گونه‌ای از گیاهان بالشتکی از خانواده دوناتیا است و با گونه‌های خانواده ستونیان نزدیک است. در نواحی آلپ و زیرآلپ نیوزلند و تاسمانی یافت می‌شود. دوناتیا نیوزیلندی دارای پرچم‌ها و گل‌برگ‌های آزاد، روزنه‌های پارسیتی و ریخت‌شناسی گرده‌ای است که از جنس‌های خانواده خواهر ستونیان متمایز است. اولین بار توسط جوزف دالتون هوکر در سال ۱۸۵۳ توصیف شد و در فلورا نوا زلندیا (Flora Novae-Zelandiae) او منتشر شد.